# Siwa
Siwa (en lengua Tamazight: isiwan) es una localización geográfica situada en el oeste de Egipto,localizado cerca del oasis homónimo, entre la depresión de Qattara y el Mar de Arena egipcio, en el desierto de Libia, aproximadamente a 50 km al este de la frontera con Libia, y a 560 km de El Cairo. Está situado a una elevación de -13 metros sobre el nivel del mar.
De unos 80 km de longitud y 20 km de anchura, es una de las regiones más aisladas de Egipto, con cerca de 23.000 habitantes, la mayoría hablantes de una lengua bereber o tamazight propia, llamada siwi o tasiwit. Es el enclave berberófono más oriental del mundo, muy alejado de las principales áreas lingüísticas bereberes, que se encuentran en el Magreb. La actividad principal es la agricultura, donde prima el cultivo de dátiles y aceitunas.

## Historia

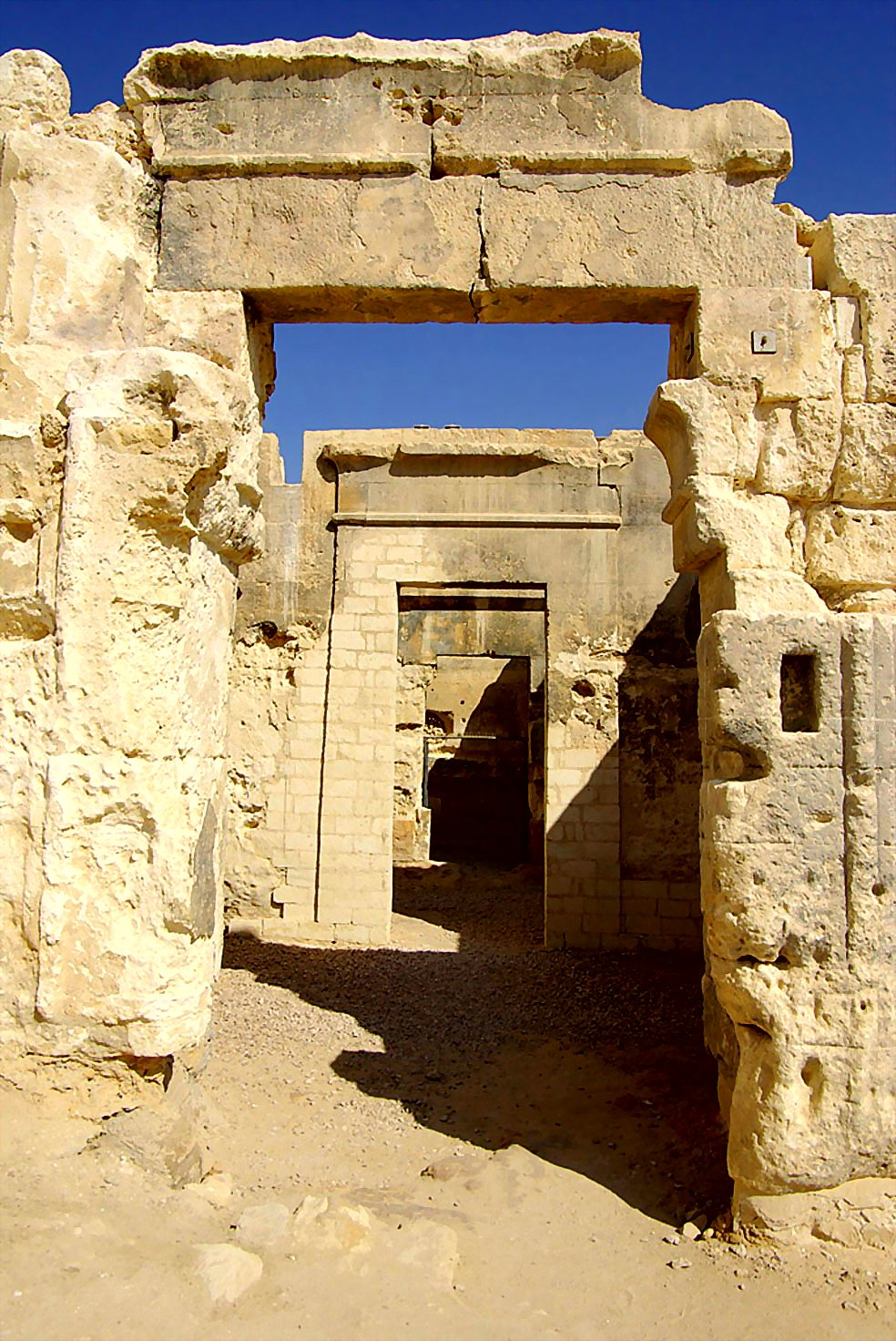
Templo de Amón en Siwa.

Aunque se sabe que en el Oasis de Siwa hubo asentamientos en el X milenio a. C., las primeras evidencias de contactos con el Antiguo Egipto ocurren durante la Dinastía XXVI de Egipto, cuando se dató una necrópolis. El antiguo nombre egipcio de Siwa era Sekht-am, "tierra de palmeras".
Los pobladores griegos de Cirene establecieron contacto con el oasis al mismo tiempo que los egipcios (siglo VII a. C.), y el templo del oráculo de Amón (Zeus Amón) ya era famoso en la época de Heródoto. 
Una leyenda, transmitida por el historiador griego Heródoto, narra que el rey Cambises II de Persia (524 a. C.) envió un ejército de 50.000 soldados para atacar a la población del oasis, pero desapareció en medio de las arenas del desierto.
En el 332 a. C., durante una visita anterior al comienzo de su campaña de conquista en Persia en el año 331 a. C., Alejandro el Grande visitó el oasis debido a que el oráculo le confirmó que era un ser divino y el legítimo faraón de Egipto.
Los romanos usaron posteriormente el oasis como un lugar para alojar a los desterrados. Bajo su gobierno, las profecías del oráculo cayeron en desprestigio. La evidencia sobre la existencia del cristianismo en Siwa es dudosa y aunque en 708 los habitantes del oasis resistieron el asedio de un ejército islámico, probablemente no se convirtieron hasta el siglo XII. Un documento del año 1203 menciona a siete familias viviendo en el oasis, con sólo cuarenta personas, pero luego la población creció hasta los 600 habitantes.
La primera visita de un europeo, desde tiempos de los romanos, fue la de William George Browne, quien visitó el lugar en 1792 para contemplar el antiguo templo del oráculo.
El oasis fue anexionado oficialmente a Egipto por Mehmet Alí en 1819, pero su dominio fue relativo, pues hubo numerosas revueltas.
Siwa fue el lugar de algunas batallas durante la Primera y la Segunda Guerra Mundial. El Long Range Desert Group del Ejército Británico tuvo una base en este oasis, pero las unidades de Rommel del Afrika Korps tomaron posesión de este lugar en tres ocasiones.

### Lugares de interés histórico

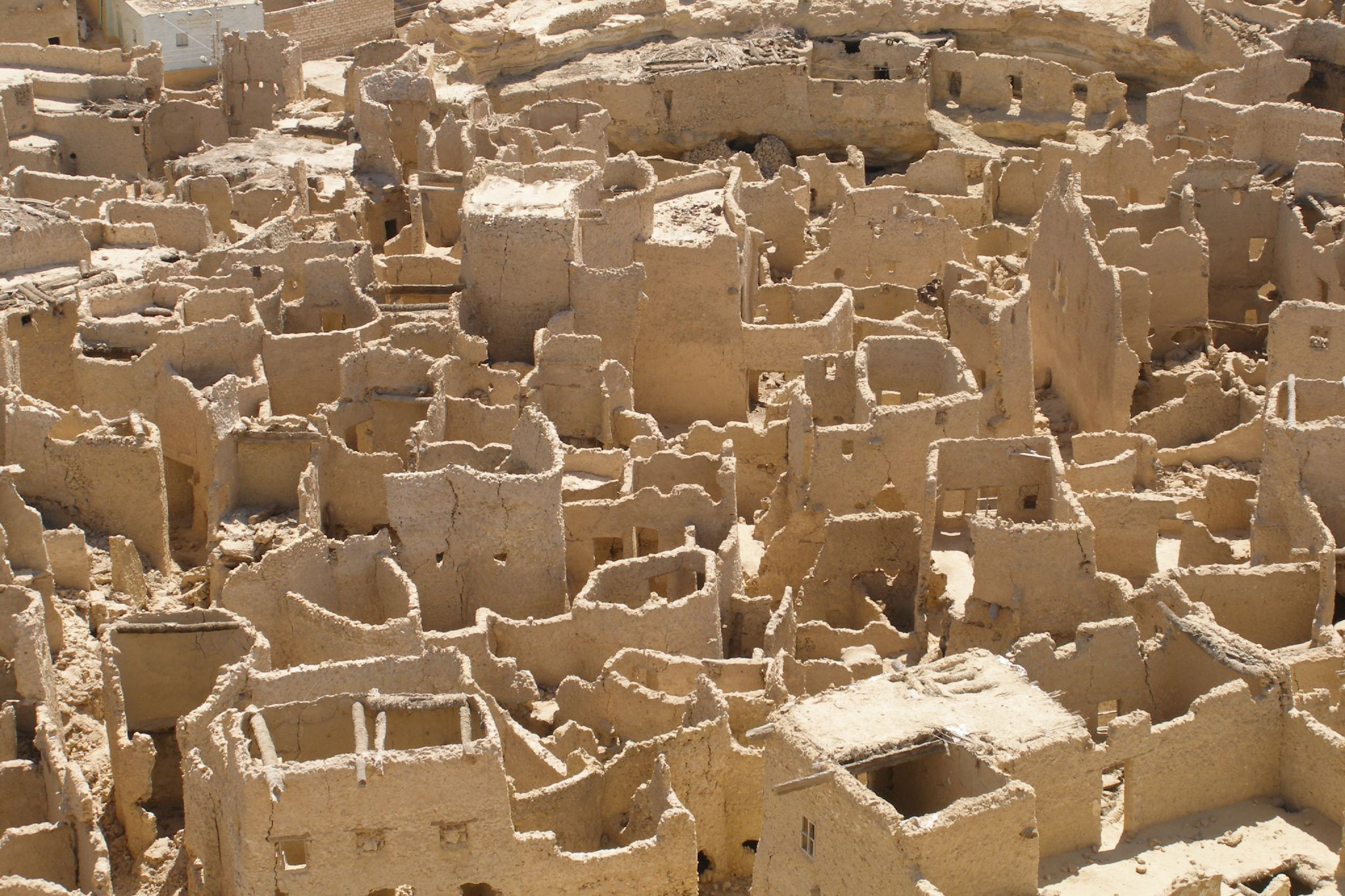
Ruinas de la ciudadela de Shali.

- Las ruinas del templo del oráculo, con algunas inscripciones del siglo IV a. C., lindando con las ruinas de Aghurmi.
- Gebel al Mawta, "la Montaña de los Muertos": necrópolis de la época romana que contiene varias tumbas de piedra y el Baño de Cleopatra, una terma natural.
- La antigua fortaleza medieval de Siwa, construida en el siglo XIII con kershef (ladrillos de tierra gedrosa, sal y yeso) y madera de palma, conocida como Shali Ghali; aunque abandonada y devastada por las lluvias torrenciales de 1926, destaca como un elemento prominente, elevándose sobre un montículo junto a la ciudad moderna.
- La Isla Fatnas, actualmente una península repleta de palmeras, localizada en el interior del lago con más contenido en sal que el Mar Muerto. Como este fue parcialmente drenado en épocas recientes, debido a la intensa actividad agrícola, la Isla Fatnas está ahora rodeada de zonas lodosas.

## Cultura y costumbres

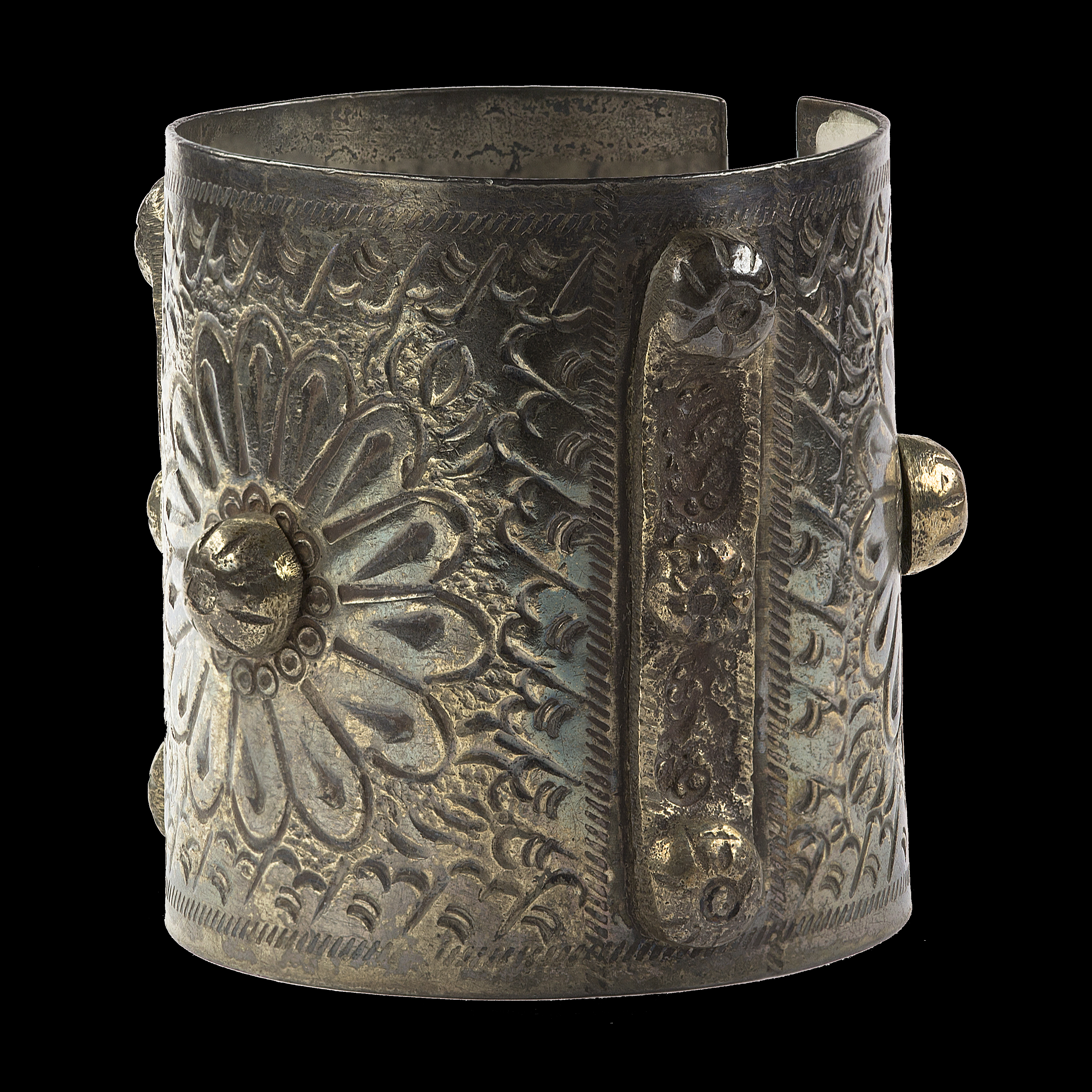
Pulsera, Museo de Historia Natural de Toulouse.

Los habitantes de Siwa son conocidos por sus artesanías como platería ornamental, coloridos vestidos de bodas, cerámicas y canastas hechas con sus emblemáticas palmeras.
El Manuscrito de Siwa, custodiado por una de las principales familias del lugar, recoge sus costumbres, algunas tan singulares como las de matrimonios entre hombres, comentadas por el viajero alemán Steindorff. Los antiguos terratenientes de Siwa se esposaban con sus jornaleros, llamados zagala, y no recuperaban su libertad hasta cumplir los cuarenta años; entonces podían casarse con mujeres. El rey Fuad, que visitó el lugar en 1928, prohibió los matrimonios homosexuales, aunque posiblemente durante algunas décadas continuaron celebrándose. Algunos exegetas musulmanes citan este caso como ejemplo de una larga tradición de tolerancia hacia la homosexualidad en las culturas islámicas, a pesar de la represión existente en la actualidad, por influencia de los movimientos integristas e islamistas de nuevo cuño:

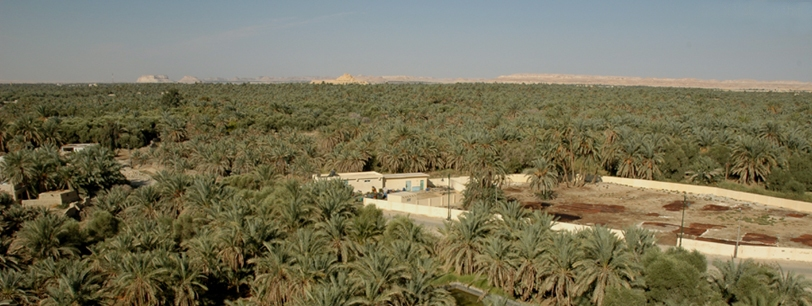
Oasis de Siwa.

A quien nos haya seguido hasta ahora, no le sorprenderá descubrir la existencia de matrimonios entre homosexuales en el mundo islámico, hasta bien entrado el siglo XX. [...] En concreto, la celebración de matrimonios entre homosexuales musulmanes está documentada en el oasis de Siwa, situado en el desierto de Libia, en la actualidad en territorio egipcio. Es improbable que se trate de un caso aislado.

## Vestigios del hombre más antiguo del mundo

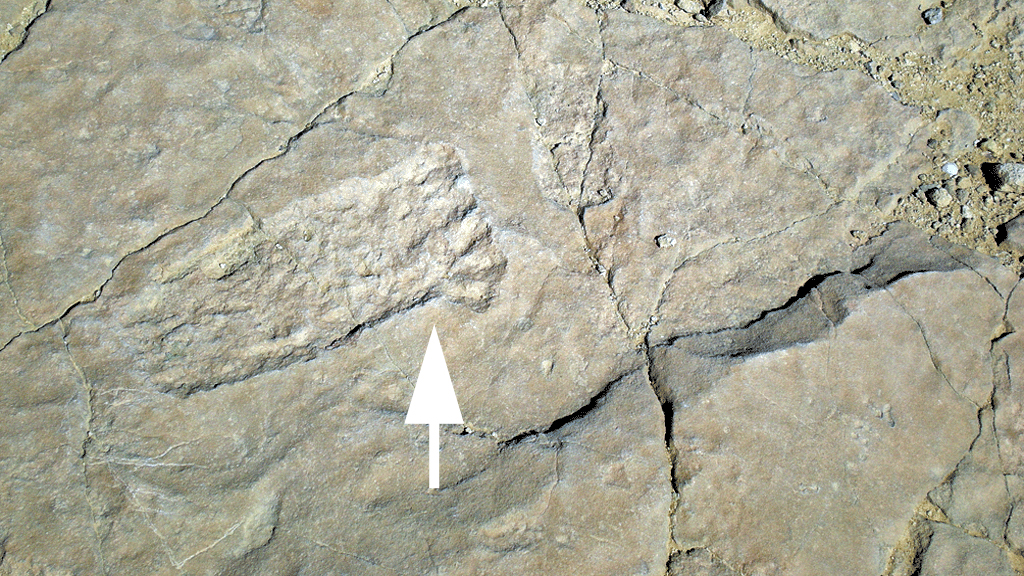
Huella humana fosilizada, hallada en Siwa, datada en más de un millón de años de antigüedad.

Una misión arqueológica del Consejo Supremo de Antigüedades de Egipto descubrió en agosto de 2007 huellas humanas fosilizadas que se datan en más de un millón de años de antigüedad. Zahi Hawass informó que para determinar la fecha se analizaron muestras de plantas fosilizadas del mismo estrato.

## Cultura popular

### Videojuegos
- En Assassin's Creed: Origins, Siwa es una de las ciudades principales del juego, pues es el lugar de nacimiento del protagonista, Bayek, uno de los últimos medjay de Egipto que lucha contra Ptolomeo XIII, Faraón de Egipto.
- Siwa aparece en el tercer capítulo del juego para PlayStation 3 Sniper Elite III, toda la acción se desarrolla en este Oasis, ya que allí el protagonista debe asesinar a un alto oficial alemán para robar el cuaderno de Vahlen a un alto oficial cercano a Hitler, el cual contiene notas para desarrollar una nueva arma que supondrá el triunfo alemán en la Segunda Guerra Mundial, el Ratte.
- En Rome: Total War, Siwa aparece como un pueblo que pertenece a la facción de Numidia, que representa a los bereberes.